# فینال لیگ قهرمانان آسیا ۲۰۱۸
فینال لیگ قهرمانان آسیا ۲۰۱۸ رقابت پایانی لیگ قهرمانان آسیا ۲۰۱۸ بود؛ سی و هفتمین دوره از بالاترین سطح مسابقات فوتبال آسیایی که توسط کنفدراسیون فوتبال آسیا (AFC) پایه‌گذاری شده‌است و همچنین شانزدهمین دوره از مسابقاتی که با عنوان لیگ قهرمانان آسیا شناخته می‌شود. این بازی با قهرمانی کاشیما آنتلرز به پایان رسید.
مسابقهٔ فینال به صورت رفت و برگشت میان دو تیم پرسپولیس و کاشیما آنتلرز برگزار شد. بازی رفت فینال در ۱۲ آبان ۱۳۹۷ در ورزشگاه کاشیما ساکر برگزار شد و کاشیما آنتلرز توانست با گل‌های سیلوا و سرجینیو در خانهٔ خود پیروز شود. بازی برگشت فینال نیز در ۱۹ آبان ۱۳۹۷ در ورزشگاه آزادی در هنگامی برگزار شد که این ورزشگاه میزبان ۱۰۰ هزار تماشاگر بود تا این دیدار به پر تماشاگرترین فینال لیگ قهرمانان آسیا تبدیل شود. به مناسبت برگزاری این مسابقه، مشعل ورزشگاه آزادی پس از ۴۴ سال روشن شد و برج میلاد نیز هنگام برگزاری مسابقه به رنگ سرخ درآمد. در پی تأکید فیفا و کنفدراسیون فوتبال آسیا بر حضور تماشاگران زن، پس از حدود چهار دهه، بانوان ایرانی هوادار فوتبال توانستند در کشور خودشان یک مسابقهٔ باشگاهی را در ورزشگاه ببینند. در پایان، پرسپولیس موفق نشد دروازهٔ کاشیما آنتلرز را باز کند و کاشیما آنتلرز که در مجموع با نتیجهٔ ۲–۰ در این فینال پیروز شد، نخستین قهرمانی خود را در لیگ قهرمانان آسیا جشن گرفت و به عنوان سهمیهٔ اِی‌اف‌سی به مرحلهٔ یک‌چهارم نهایی جام باشگاه‌های جهان ۲۰۱۸ راه یافت.

## تیم‌ها
| تیم           | منطقه | دیدارهای فینال پیشین |
| ------------- | ----- | -------------------- |
| کاشیما آنتلرز | شرق   | بدون حضور            |
| پرسپولیس      | غرب   | بدون حضور            |

## محل برگزاری

### ورزشگاه کاشیما ساکر
ورزشگاه کاشیما ساکر میزبان بازی رفت بود. این ورزشگاه در شهر کاشیما قرار دارد و به عنوان خانهٔ تیم فوتبال کاشیما آنتلرز، گنجایش ۴۰٬۷۲۸ تماشاگر را دارد و پیش از این نیز میزبانی چند مسابقهٔ جام جهانی فوتبال ۲۰۰۲ را بر عهده داشته‌است.

### ورزشگاه آزادی
ورزشگاه آزادی میزبان بازی برگشت بود. این ورزشگاه در شهر تهران قرار دارد و به عنوان ورزشگاه اجاره‌ای تیم فوتبال پرسپولیس، گنجایشی برابر با ۷۸٬۱۱۶ تن دارد. این ورزشگاه به عنوان یکی از بزرگ‌ترین ورزشگاه‌های جهان، در جریان بازی‌های آسیایی ۱۹۷۴ تهران گشایش یافت و پس از آن به عنوان ورزشگاه ملی ایران مورد استفاده قرار گرفت.

#### مشکلات میزبانی و نوسازی
ورزشگاه آزادی تا پیش از این مسابقه، سال‌های زیادی نیازمند نوسازی بوده‌است و بخش‌هایی از این ورزشگاه برای سال‌ها هیچ عملیاتی را به خود ندیده بودند. الزامات کنفدراسیون فوتبال آسیا برای برگزاری فینال لیگ قهرمانان باعث شد که عملیات نوسازی ورزشگاه در زمان تعیین شده از سوی این سازمان، انجام شود.

## زمینه
تیم‌های فوتبال پرسپولیس و کاشیما آنتلرز برای نخستین‌بار بود که به فینال رقابت‌های لیگ قهرمانان آسیا که از سال ۲۰۰۲ برگزار می‌شود، راه یافتند. پرسپولیس سومین تیم ایرانی شد که توانسته‌است به فینال رقابت‌های لیگ قهرمانان آسیا برسد؛ پیش از این، تیم فوتبال سپاهان در سال ۲۰۰۷ و تیم فوتبال ذوب‌آهن در سال ۲۰۱۰ توانسته بودند به فینال رقابت‌های لیگ قهرمانان آسیا راه یابند که هر دو در قهرمانی ناکام بودند. از ژاپن، پیش از کاشیما آنتلرز نیز اوراوا رد دایموندز در سال‌های ۲۰۰۷ و ۲۰۱۷ و گامبا اوساکا در سال ۲۰۰۸ توانسته بودند به فینال این رقابت‌ها راه یابند و قهرمان شوند.
پرسپولیس در نیمه‌نهایی السد قطر را شکست داد که از ژاوی و گابی، دو بازیکن اسپانیایی خود در ترکیب بهره می‌برد. کاشیما آنتلرز نیز در نیمه‌نهایی با برتری برابر سوون سامسونگ کره جنوبی، جواز حضور در فینال را گرفت.

## مسیر تا فینال
توجه: گل‌های فینالیست‌ها در سمت راست آمده‌اند. (خ: خانه، ب: بیرون از خانه)
| تیم           | بازی | امتیاز |
| ------------- | ---- | ------ |
| سوون سامسونگ  | ۶    | ۱۰     |
| کاشیما آنتلرز | ۶    | ۹      |
| سیدنی         | ۶    | ۶      |
| شانگهای شنهوآ | ۶    | ۵      |

| تیم      | بازی | امتیاز |
| -------- | ---- | ------ |
| پرسپولیس | ۶    | ۱۳     |
| السد     | ۶    | ۱۲     |
| نسف قرشی | ۶    | ۱۰     |
| الوصل    | ۶    | ۰      |

## پیش مسابقه

### سفیر
سفیر دور رفت فینال، افسانه و بازیکن برزیلی پیشین باشگاه کاشیما آنتلرز، زیکو بود. زیکو در هنگام این مسابقات جزو کادر فنی باشگاه کاشیما آنتلرز بوده‌است و جام را در دور رفت به زمین مسابقه آورد. برای دور برگشت، باشگاه پرسپولیس اسطورهٔ باشگاه، علی پروین را به عنوان سفیر معرفی کرد و او جام را وارد زمین مسابقه کرد.

### بلیت‌فروشی
بیشتر بلیت‌های دور رفت، با استقبال هواداران ژاپنی به سرعت به فروش رفتند. از مدتی قبل نیز از طریق وبگاه باشگاه کاشیما آنتلرز، امکان پیش‌خرید بلیت‌ها وجود داشت. شمار تماشاگران دور رفت در مجموع ۳۵٬۰۲۲ تن اعلام شد و ورزشگاه برای این مسابقه پر نشد. بلیت‌های دور برگشت نیز به صورت اینترنتی پیش‌فروش شدند. با وجود این که وبگاه بلیت‌فروشی بازی برگشت دچار مشکلات فنی بود، این وبگاه اعلام کرد که همهٔ بلیت‌ها در یک روز به فروش رفتند. در پایان، ۱۰۰ هزار تماشاگر در ورزشگاه آزادی حضور یافتند.

### مراسم افتتاحیه
در دور برگشت فینال در ورزشگاه آزادی، محسن ابراهیم‌زاده، خوانندهٔ پاپ ایرانی، پیش از آغاز مسابقه ترانه‌های «عاشق شدن» و «دونه دونه» را اجرا کرد. اجرای زندهٔ موسیقی برای تماشاگران، از الزامات کنفدراسیون فوتبال آسیا برای این مسابقه بود.

### میهمانان ویژه

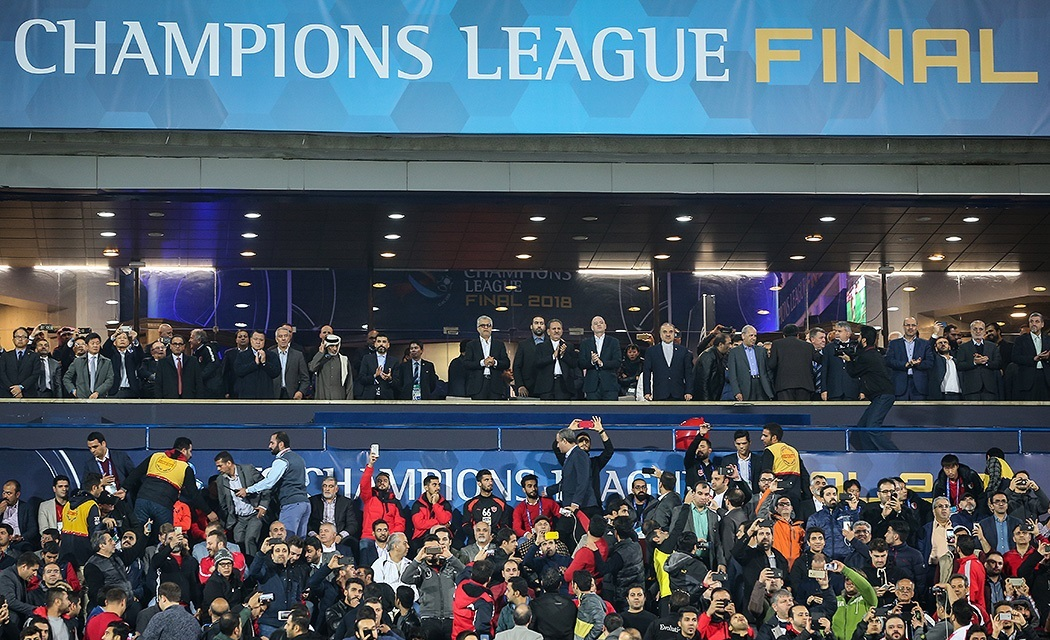
نمایی از جایگاه ویژهٔ ورزشگاه آزادی در دور برگشت

در دور برگشت، شماری از مقامات بین‌المللی فوتبال و چهره‌های سیاسی، ورزشی و هنری ایرانی در ورزشگاه حضور یافتند؛ جانی اینفانتینو (رئیس فیفا)، شیخ سلمان (رئیس کنفدراسیون فوتبال آسیا)، مهدی تاج (رئیس فدراسیون فوتبال ایران)، کوزو تاشیما (رئیس فدراسیون فوتبال ژاپن)، مسعود سلطانی‌فر (وزیر ورزش و جوانان ایران) و اسحاق جهانگیری (معاون اول رئیس‌جمهور ایران) از مهم‌ترین میهمانان ویژهٔ این مسابقه بودند.

## مسابقات

### دور رفت

#### چکیده

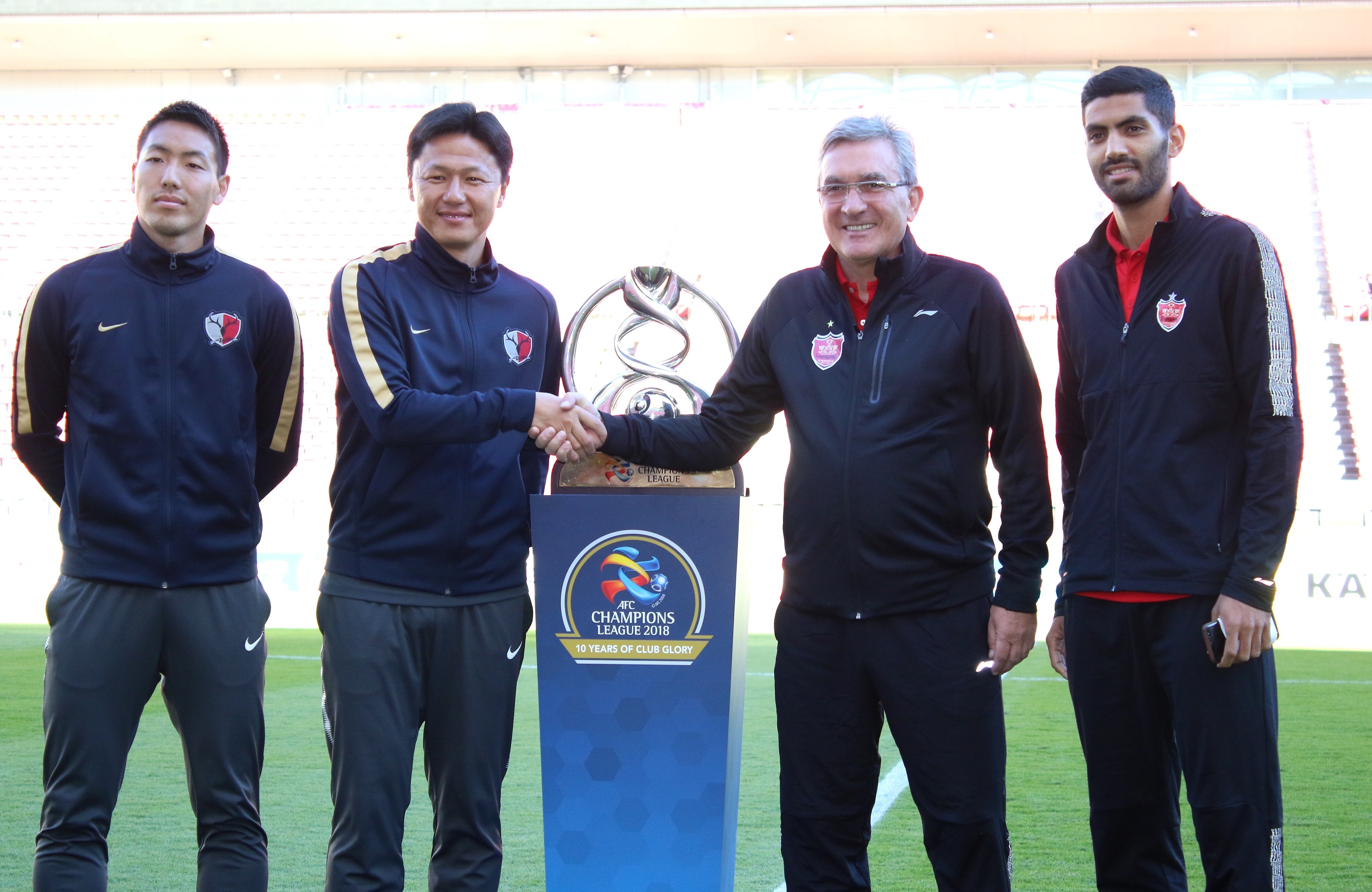
مربیان دو تیم پیش از برگزاری بازی رفت، در ورزشگاه کاشیما ساکر. از راست به چپ: محمد انصاری، برانکو ایوانکوویچ، گو ویوا و گن شوجی

این دیدار در حالی برگزار می‌شد که ۳۵٬۰۲۲ تماشاگر در ورزشگاه کاشیما ساکر حضور داشتند. پرسپولیس در نیمهٔ نخست مسابقه، به ویژه در دقایق ابتدایی مالکیت توپ را در اختیار داشت و صاحب موقعیت‌های گلزنی خوبی شد. در دقیقهٔ ۴، یک ارسال از بشار رسن برای علی علیپور موقعیت خوبی ایجاد کرد که ضربهٔ این بازیکن در شش‌قدم، به سر جونگ سئونگ-هیون برخورد کرد و راهی کرنر شد. ۲ دقیقه بعد نیز یک ضربهٔ ایستگاهی به سود پرسپولیس اعلام شد و ضربهٔ احمد نوراللهی توسط دروازه‌بان کاشیما آنتلرز، کوون سون-تائه به بیرون فرستاده شد.
اواسط نیمهٔ نخست، سوزوکی در دو مرحله صاحب موقعیت گل شد؛ نخست در دقیقهٔ ۲۵ این مهاجم بدون آن که بازیکنان پرسپولیس او را تحت فشار قرار دهند، در محوطهٔ جریمه با یک چرخش، ضربه‌ای زد که به بیرون رفت و در دقیقهٔ ۳۱ نیز پشت مدافعان پرسپولیس موقعیتی مناسب به دست آورد که تکل سریع شجاع خلیل‌زاده اجازه نداد دروازهٔ پرسپولیس باز شود. در دقیقهٔ ۳۶، گادوین منشا در حالی که می‌توانست دیگر هم‌تیمی‌های خود را که در موقعیت بهتری نسبت به او قرار داشتند صاحب توپ کند، خودش ضربه‌ای به سمت دروازهٔ کاشیما آنتلرز زد که در اختیار دروازه‌بان این تیم قرار گرفت.
برخی بازیکنان پرسپولیس در نیمهٔ دوم دارای اشتباهات و پاس‌های بی‌هدف قابل توجهی بودند. سوزوکی و سرجینیو که از ستاره‌های خطرناک کاشیما آنتلرز به‌شمار می‌رفتند، توانستند در این نیمه عملکرد خوبی داشته باشند. در دقیقهٔ ۵۸ با رهبری لئو سیلوا یک حرکت ترکیبی از سوی بازیکنان کاشیما آنتلرز شکل گرفت که با شوت این بازیکن بالاخره دروازهٔ علیرضا بیرانوند باز شد. در دقیقهٔ ۷۰، سرجینیو موقعیتی عالی به دست آورد و با یک ضربه از شش‌قدم توانست گل دوم تیم خود را در فینال لیگ قهرمانان آسیا بزند. این پنجمین دیدار نمایندگان ایران و ژاپن در لیگ قهرمانان آسیا بود و نمایندگان ایران در هیچ‌یک از این مسابقات به پیروزی نرسیده‌اند.

#### جزئیات
| کاشیما آنتلرز               | ۲–۰              | پرسپولیس |
| --------------------------- | ---------------- | -------- |
| لئو سیلوا ۵۸' · سرجینیو ۷۰' | گزارش زنده گزارش |          |

| کاشیما آنتلرز | پرسپولیس |

| GK      | ۱  | کوون سون-تائه     |     |       |
| RB      | ۲۲ | دایگو نیشی        |     |       |
| CB      | ۱۶ | شوتو یاماموتو     |     |       |
| CB      | ۳  | گن شوجی (c)       |     |       |
| LB      | ۳۵ | جونگ سئونگ-هیون   |     |       |
| RM      | ۲۰ | کنتو میسائو       |     |       |
| CM      | ۸  | شوما دوی          |     | '۸۰   |
| CM      | ۴  | لئو سیلوا         |     |       |
| LM      | ۱۸ | سرجینیو           |     | '۹۰+۲ |
| CF      | ۹  | یوما سوزوکی       |     |       |
| CF      | ۳۰ | هیروکی آبه        | '۱۱ | '۶۸   |
| نیمکت:  |    |                   |     |       |
| GK      | ۲۱ | هیتوشی سوگاهاتا   |     |       |
| DF      | ۳۲ | کوکی آنزای        |     | '۶۸   |
| DF      | ۳۹ | تومویا اینوکای    |     |       |
| MF      | ۶  | ریوتا ناگاکی      |     | '۸۰   |
| MF      | ۲۵ | یاسوشی اندو       |     |       |
| MF      | ۴۰ | میتسوو اوگاساوارا |     |       |
| FW      | ۱۴ | تاکشی کاناموری    |     | '۹۰+۲ |
| سرمربی: |    |                   |     |       |
| گو ویوا |    |                   |     |       |

| GK                | ۱  | علیرضا بیرانوند    |           |     |
| RB                | ۳  | شجاع خلیل‌زاده      | '۷۲       |     |
| CB                | ۴  | سید جلال حسینی (c) |           |     |
| CB                | ۱۵ | محمد انصاری        |           |     |
| LB                | ۶۹ | شایان مصلح         |           |     |
| RM                | ۸۸ | سیامک نعمتی        | '۶۲ '۹۰+۳ |     |
| CM                | ۱۱ | کمال کامیابی نیا   |           |     |
| CM                | ۵  | بشار رسن           |           |     |
| LM                | ۸  | احمد نوراللهی      |           | '۷۰ |
| CF                | ۷۰ | علی علیپور         |           |     |
| CF                | ۹۰ | گادوین منشا        |           |     |
| نیمکت:            |    |                    |           |     |
| GK                | ۴۴ | بوژیدار رادوشویچ   |           |     |
| MF                | ۱۸ | محسن ربیع خواه     |           |     |
| MF                | ۲۱ | آدام همتی          |           |     |
| MF                | ۲۲ | امید عالیشاه       |           | '۷۰ |
| MF                | ۲۵ | احسان علوان زاده   |           |     |
| MF                | ۲۶ | سعید حسین پور      |           |     |
| MF                | ۳۷ | حمیدرضا طاهرخانی   |           |     |
| سرمربی:           |    |                    |           |     |
| برانکو ایوانکوویچ |    |                    |           |     |

| بهترین بازیکن: لئو سیلوا (کاشیما آنتلرز) کمک داوران کائو یی (چین) شی ژیانگ (چین) داور چهارم هو ویمینگ (چین) داوران خط دروازه فو مینگ (چین) لیو کوک من (هنگ کنگ) | قوانین مسابقه - مدت زمان مسابقه ۹۰ دقیقه است. - هفت بازیکن اجازه نشستن روی نیمکت هر تیم دارند که سه نفر از آنها ممکن است مورد استفاده قرار گیرند. |

آمار و ارقام دور رفت:
| آمار          | کاشیما آنتلرز | پرسپولیس |
| ------------- | ------------- | -------- |
| گل            | ۰             | ۰        |
| کل شوت‌ها      | ۴             | ۵        |
| شوت در چارچوب | ۰             | ۱        |
| پاس‌ها         | ۱۸۵           | ۱۴۶      |
| مالکیت توپ    | ۵۵٪           | ۴۵٪      |

| آمار          | کاشیما آنتلرز | پرسپولیس |
| ------------- | ------------- | -------- |
| گل            | ۲             | ۰        |
| کل شوت‌ها      | ۴             | ۲        |
| شوت در چارچوب | ۲             | ۱        |
| پاس‌ها         | ۱۹۳           | ۱۶۸      |
| مالکیت توپ    | ۵۵٪           | ۴۵٪      |

| آمار          | کاشیما آنتلرز | پرسپولیس |
| ------------- | ------------- | -------- |
| گل            | ۲             | ۰        |
| کل شوت‌ها      | ۸             | ۷        |
| شوت در چارچوب | ۲             | ۲        |
| پاس‌ها         | ۳۷۸           | ۳۱۴      |
| مالکیت توپ    | ۵۵٪           | ۴۵٪      |

### دور برگشت

#### چکیده

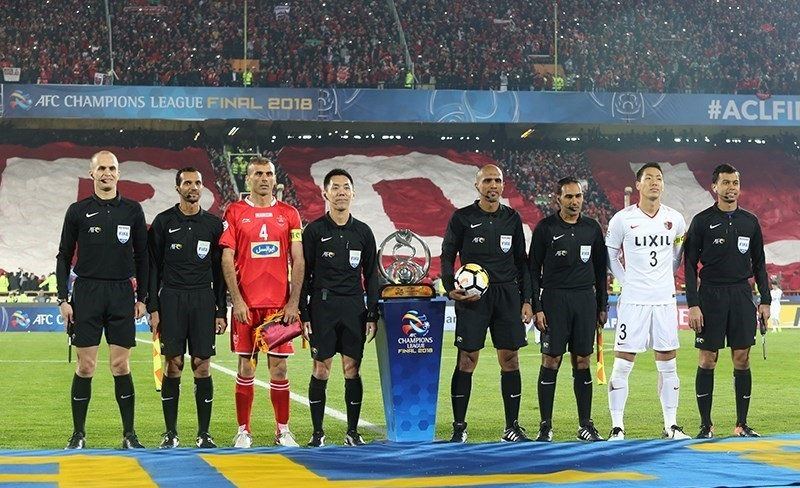
عکس پیش از مسابقهٔ گروه داوری و کاپیتان‌های دو تیم با جام قهرمانی لیگ قهرمانان آسیا ۲۰۱۸

این مسابقه با حضور ۱۰۰ هزار تماشاگر در ورزشگاه آزادی برگزار شد. هر دو تیم در دقیقهٔ ۲ دارای موقعیت شدند؛ نخست کاشیما آنتلرز صاحب یک ضربهٔ کرنر شد که ارسال سرجینیو را بیرانوند دفع کرد و پس از آن در ضد حمله‌ای سریع از پرسپولیس، شوت سنگین علی علیپور از بالای دروازهٔ کاشیما آنتلرز به بیرون رفت. در دقیقهٔ ۱۴، دوی شوما پس از مهار کردن ارسال سوزوکی، ضربه‌ای زد که از کنار دروازهٔ پرسپولیس به بیرون رفت. در دقیقهٔ ۲۷، کوون سون-تائه توانست کرنر پرسپولیسی‌ها را مهار کند و کمی بعد نیز علاوه بر اینکه از صاحب توپ شدن مهاجمان پرسپولیس جلوگیری کرد، اجازه نداد ضربهٔ سر علی علیپور روی ارسال بشار رسن، درون دروازهٔ کاشیما آنتلرز جای بگیرد. در دقیقهٔ ۳۹، بشار رسن به تنهایی به قلب دفاع حریف نفوذ کرد و ضربهٔ او را سون-تائه در دو مرحله مهار کرد. احمد نوراللهی در دقیقهٔ ۴۲ ضربهٔ سنگینی زد که باز هم سون-تائه موفق به مهار توپ شد.
تلاش‌های پرسپولیس برای گلزنی در نیمهٔ دوم نیز ادامه داشت و در دقیقهٔ ۵۶ شوت بشار رسن در اختیار دروازه‌بان کاشیما آنتلرز قرار گرفت. در دقیقهٔ ۶۴، علی علیپور یک ضربهٔ پای چپ زد که با فاصلهٔ کمی از کنار دروازهٔ کاشیما آنتلرز به بیرون رفت. در دقیقهٔ ۶۵، محمد انصاری با برخوردی که با سوزوکی داشت، دچار مصدومیت شد و نتوانست مسابقه را ادامه دهد. بازیکنان کاشیما آنتلرز در دقایق ۷۱ و ۷۲ از طریق کرنر صاحب موقعیت‌هایی شدند که نتوانستند از آن‌ها بهره ببرند. در دقیقهٔ ۷۶، ضربهٔ سر خلیل‌زاده روی ارسال نوراللهی، در دستان سون-تائه قرار گرفت. پرسپولیسی‌ها در دقایق پایانی بازی نیز به حملات خود ادامه دادند اما موفق به بازکردن دروازهٔ کاشیما آنتلرز نشدند. کوون سون-تائه با نمایش موفقی که داشت، توانست از بازشدن دروازه‌اش در برابر پرسپولیس جلوگیری کند تا نقشی اساسی در قهرمانی کاشیما آنتلرز داشته باشد. لئو سیلوا و یوما سوزوکی نیز از بهترین‌های کاشیما آنتلرز در این مسابقه بودند. پرسپولیس به عنوان میزبان دور برگشت فینال، در قهرمانی ناکام ماند اما هواداران این تیم پس از پایان بازی، تیمشان را تشویق کردند.

#### جزئیات
| پرسپولیس | ۰–۰              | کاشیما آنتلرز |
| -------- | ---------------- | ------------- |
|          | گزارش زنده گزارش |               |

| پرسپولیس | کاشیما آنتلرز |

| GK                | ۱  | علیرضا بیرانوند    |  |     |
| RB                | ۳  | شجاع خلیل‌زاده      |  |     |
| CB                | ۴  | سید جلال حسینی (c) |  |     |
| CB                | ۱۵ | محمد انصاری        |  | '۶۹ |
| LB                | ۶۹ | شایان مصلح         |  |     |
| RM                | ۲۱ | آدام همتی          |  | '۶۴ |
| CM                | ۱۱ | کمال کامیابی نیا   |  |     |
| CM                | ۵  | بشار رسن           |  |     |
| LM                | ۸  | احمد نوراللهی      |  |     |
| CF                | ۷۰ | علی علیپور         |  |     |
| CF                | ۹۰ | گادوین منشا        |  |     |
| نیمکت:            |    |                    |  |     |
| GK                | ۴۴ | بوژیدار رادوشویچ   |  |     |
| GK                | ۱۲ | ابوالفضل درویش‌وند  |  |     |
| MF                | ۱۸ | محسن ربیع خواه     |  | '۶۴ |
| MF                | ۳۸ | احسان حسینی        |  |     |
| MF                | ۲۵ | احسان علوان زاده   |  | '۶۹ |
| MF                | ۲۶ | سعید حسین پور      |  |     |
| MF                | ۳۷ | حمیدرضا طاهرخانی   |  |     |
| سرمربی:           |    |                    |  |     |
| برانکو ایوانکوویچ |    |                    |  |     |

| GK      | ۱  | کوون سون-تائه     |       |       |
| RB      | ۲۲ | دایگو نیشی        | '۷۰   |       |
| CB      | ۱۶ | شوتو یاماموتو     |       |       |
| CB      | ۳  | گن شوجی (c)       |       |       |
| LB      | ۳۵ | جونگ سئونگ-هیون   |       |       |
| RM      | ۲۰ | کنتو میسائو       |       |       |
| CM      | ۸  | شوما دوی          |       | '۶۸   |
| CM      | ۴  | لئو سیلوا         | '۴۳   |       |
| LM      | ۱۸ | سرجینیو           |       |       |
| CF      | ۹  | یوما سوزوکی       |       | '۷۷   |
| CF      | ۳۰ | هیروکی آبه        |       | '۹۰+۳ |
| نیمکت:  |    |                   |       |       |
| GK      | ۲۱ | هیتوشی سوگاهاتا   |       |       |
| DF      | ۳۲ | کوکی آنزای        |       | '۶۸   |
| DF      | ۳۹ | تومویا اینوکای    |       |       |
| MF      | ۶  | ریوتا ناگاکی      | '۹۰+۱ | '۷۷   |
| MF      | ۲۵ | یاسوشی اندو       |       |       |
| MF      | ۴۰ | میتسوو اوگاساوارا |       |       |
| FW      | ۱۴ | تاکشی کاناموری    |       | '۹۰+۳ |
| سرمربی: |    |                   |       |       |
| گو ویوا |    |                   |       |       |

| بهترین بازیکن: گادوین منشا (پرسپولیس) کمک داوران ابوبکر سالم مهد (عمان) رشید حامد القیتی (عمان) داور چهارم رونی گو مینجر (سنگاپور) داوران خط دروازه محمد تقی الجعفری (عمان) احمد محمد (عمان) | قوانین مسابقه - مدت زمان مسابقه ۹۰ دقیقه است. - در صورت تساوی در مجموع رفت و برگشت و قانون گل زده در خانه حریف، ۳۰ دقیقه وقت اضافه محاسبه خواهد شد. - در صورت تساوی در وقت اضافه، ضربات پنالتی در دستور کار قرار خواهد گرفت. - هفت بازیکن اجازه نشستن روی نیمکت هر تیم دارند که سه نفر از آنها ممکن است مورد استفاده قرار گیرند. |

آمار و ارقام دور برگشت:
| آمار          | پرسپولیس | کاشیما آنتلرز |
| ------------- | -------- | ------------- |
| گل            | ۰        | ۰             |
| کل شوت‌ها      | ۹        | ۶             |
| شوت در چارچوب | ۵        | ۰             |
| پاس‌ها         | ۲۲۱      | ۱۶۲           |
| مالکیت توپ    | ۵۸٪      | ۴۲٪           |

| آمار          | پرسپولیس | کاشیما آنتلرز |
| ------------- | -------- | ------------- |
| گل            | ۰        | ۰             |
| کل شوت‌ها      | ۸        | ۱             |
| شوت در چارچوب | ۱        | ۰             |
| پاس‌ها         | ۲۳۸      | ۱۲۳           |
| مالکیت توپ    | ۶۲٪      | ۳۸٪           |

| آمار          | پرسپولیس | کاشیما آنتلرز |
| ------------- | -------- | ------------- |
| گل            | ۰        | ۰             |
| کل شوت‌ها      | ۱۷       | ۷             |
| شوت در چارچوب | ۶        | ۰             |
| پاس‌ها         | ۴۵۹      | ۲۸۵           |
| مالکیت توپ    | ۶۲٪      | ۳۸٪           |

## رویدادها

### دور رفت

#### جیمی جامپ ایرانی
در دیدار رفت دو تیم، یک هوادار ایرانی که پرچم شیر و خورشید را به همراه خود داشت، وارد زمین مسابقه شد. این رویداد مورد توجه رسانه‌ها و برخی مقام‌های سیاسی جمهوری اسلامی قرار گرفت.

### دور برگشت

#### پرافتخارترین بازیکن لیگ قهرمانان آسیا
کوون سون-تائه، دروازه‌بان تیم فوتبال کاشیما آنتلرز، شمار قهرمانی‌های خود را در این مسابقات در مجموع به عدد ۳ رساند و به پرافتخارترین بازیکن تاریخ این رقابت‌ها تبدیل شد.

#### رکوردهای هواداران پرسپولیس

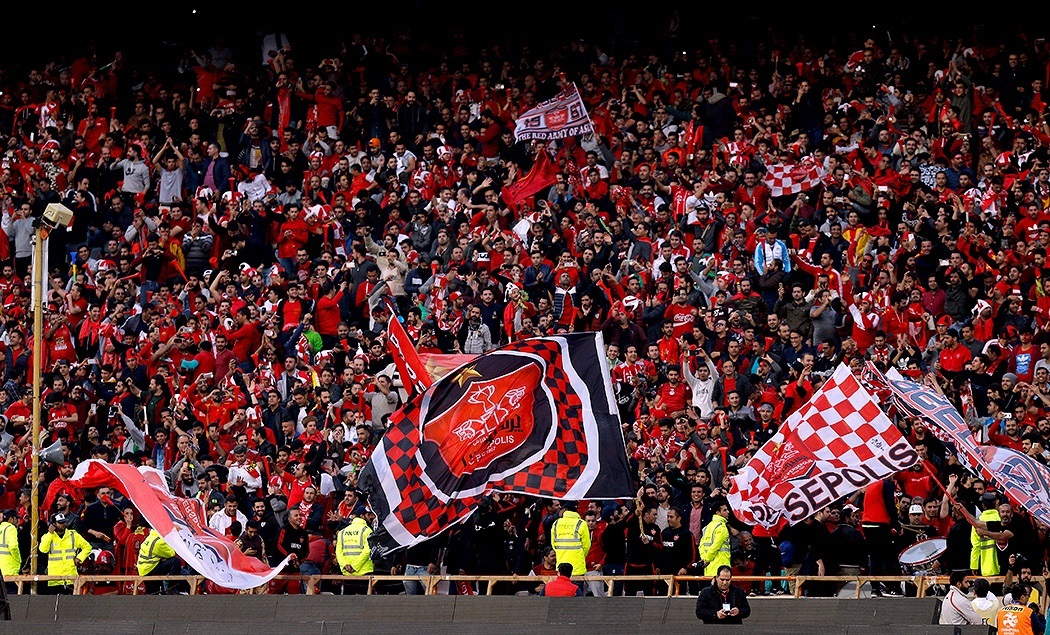
هواداران پرسپولیس در بازی برگشت فینال در ورزشگاه آزادی

از زمان صعود تیم فوتبال پرسپولیس به مراحل حذفی، همهٔ بازی‌های خانگی این تیم بیشتر از ۷۰ هزار تماشاگر داشتند و در برخی مسابقات نیز شمار تماشاگران بیش از ظرفیت ورزشگاه بود. با احتساب تماشاگران دور برگشت فینال، تیم فوتبال پرسپولیس در لیگ قهرمانان آسیا ۲۰۱۸ در مجموع دارای ۴۰۴ هزار تماشاگر در ورزشگاه آزادی بوده‌است که باعث شد تا این تیم رکورد شمار تماشاگران یک تیم در یک فصل لیگ قهرمانان آسیا را بشکند.
با وجود اینکه ورزشگاه آزادی تنها ۷۸٬۱۱۶ صندلی داشت، شمار تماشاگران بسیار بیشتر بود و هواداران پرسپولیس به صورت فشرده در ورزشگاه حضور داشتند. وبگاه کنفدراسیون فوتبال آسیا شمار تماشاگران دور برگشت را ۱۰۰ هزار تن دانست و اعلام کرد که این دیدار، پر تماشاگرترین فینال لیگ قهرمانان آسیا تا به آن زمان بوده‌است. همچنین ۲۵۰ تن از تماشاگران حاضر در ورزشگاه را هواداران کاشیما آنتلرز تشکیل می‌دادند و ورزشگاه ۲ ساعت پیش از آغاز مسابقه پر شد.

#### بانوان، تماشاگر مسابقه‌ای باشگاهی
در پی تأکید فیفا و کنفدراسیون فوتبال آسیا بر حضور تماشاگران زن، وزارت ورزش ایران اعلام کرد که بخشی از جایگاه‌های ورزشگاه آزادی را به بانوان اختصاص می‌دهد. پس از حدود چهار دهه، بانوان ایرانی هوادار فوتبال توانستند در کشور خودشان یک مسابقهٔ باشگاهی را در ورزشگاه ببینند. بانوان حاضر در ورزشگاه گزینش شدند یا تنها از خانواده‌های مشاهیر بودند. همچنین دخترانی که قصد داشتند با ظاهری پسرانه وارد ورزشگاه شوند، شناسایی شدند و از ورود آن‌ها به ورزشگاه جلوگیری شد.

#### مشعل ورزشگاه آزادی

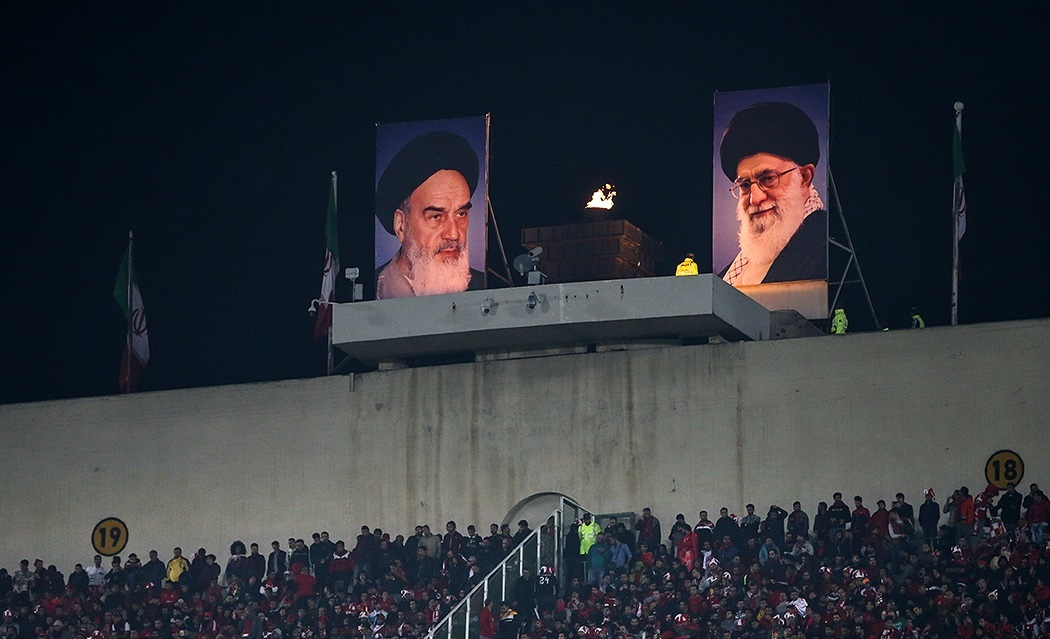
مشعل ورزشگاه آزادی در بازی برگشت فینال

مشعل ورزشگاه آزادی که آخرین بار برای بازی‌های آسیایی ۱۹۷۴ تهران روشن شده بود، پس از ۴۴ سال، این بار برای فینال لیگ قهرمانان آسیا ۲۰۱۸ و هم‌زمان با ورود جام به زمین مسابقه روشن شد.

#### برج میلاد
در هنگام برگزاری دور برگشت فینال لیگ قهرمانان آسیا ۲۰۱۸ در تهران، برج میلاد به عنوان بلندترین برج ایران، به رنگ سرخ درآمد؛ این اقدام با همراهی ایرانسل، حامی مالی پرسپولیس در این دیدار، انجام شد.